# 東静内駅
東静内駅（ひがししずないえき）は、北海道（日高振興局）日高郡新ひだか町東静内にあった、北海道旅客鉄道（JR北海道）日高本線の駅（廃駅）である。電報略号はヒナ。事務管理コードは▲132215。

## 歴史

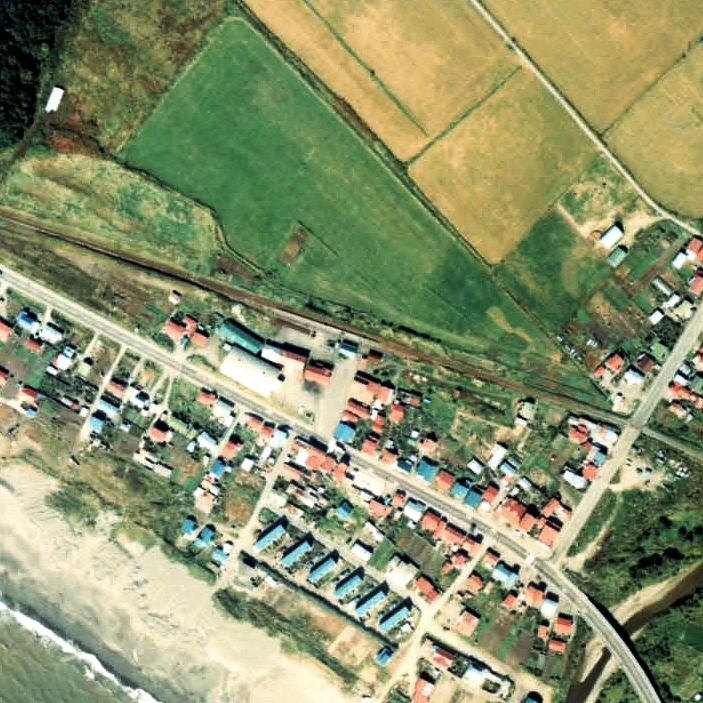
1978年の東静内駅と周囲約500m範囲。右下が様似方面。島式ホーム1面2線を有していたが、駅表側の積卸線を兼ねていた上り線は様似側が切られている。

- 1933年（昭和8年）12月15日：国有鉄道日高線静内駅 - 日高三石駅間延伸開通に伴い開業[1]。一般駅[1]。
- 1943年（昭和18年）11月1日：線路名を日高本線に改称、それに伴い同線の駅となる。
- 1977年（昭和52年）2月1日：貨物・荷物取扱い廃止[3]。同時に無人化[4][5]。
- 1987年（昭和62年）
  - 4月1日：国鉄分割民営化に伴い、北海道旅客鉄道（JR北海道）の駅となる[1]。
  - 月日不詳：貨車駅舎に改築[6]。
- 1994年（平成6年）2月：駅舎改築[7][8]。
- 2015年（平成27年）
  - 1月8日：厚賀駅 - 大狩部駅間の高波被害により列車の運行を休止[JR北 2]。
  - 1月27日：静内駅 - 様似駅間で列車の運行を再開[JR北 3]。
  - 2月28日：厚賀駅 - 大狩部駅間の土砂流出により再び列車の運行を休止[JR北 4]。
  - 4月29日：代行バスの乗降場所を国道235号上に移設[JR北 5]。
- 2021年（令和3年）4月1日：鵡川駅 - 様似駅間の廃止に伴い、廃駅となる[JR北 1][運輸局 1]。

### 駅名の由来
かつて当駅の所在地は捫別（もんべつ）と称していたが、地名に合わせて駅名も捫別にすると同音の地名が道内各地にあり紛らわしくなるため、静内町の東方に位置することから東静内とした。地名は駅名に合わせてのちに改称されたものである。

## 駅構造
島式ホーム（片面使用）1面1線を有した地上駅だった。ホームは線路の南側（様似方面に向かって右手側）に存在した。転轍機を持たない棒線駅となっていた。かつては島式ホーム1面2線を有する列車交換可能な交換駅であった。駅舎側が上り線、駅舎と反対側が下り線となっていた。使われなくなった駅舎側の旧上り線は、1983年（昭和58年）4月時点では交換設備運用廃止後も鵡川方の転轍機が維持されホーム端までの線路が側線として残っていた（但し転轍機の先、ホームに至る間の部分に車止めが設置されていた）が、1993年（平成5年）3月までに撤去された。
静内駅が管理していた無人駅だった。駅舎は構内の南側に位置しホームとは通路（かつては構内踏切であった）で連絡していた。有人駅時代の駅舎は改築され、有蓋車改造の貨車駅舎を経て、1994年（平成6年）よりコンクリートブロック造りで外壁にガラスブロックを使用し、合掌部分に牧場を想起させるモチーフが設置された現駅舎が供用されていた。駅舎内にトイレを有していた。

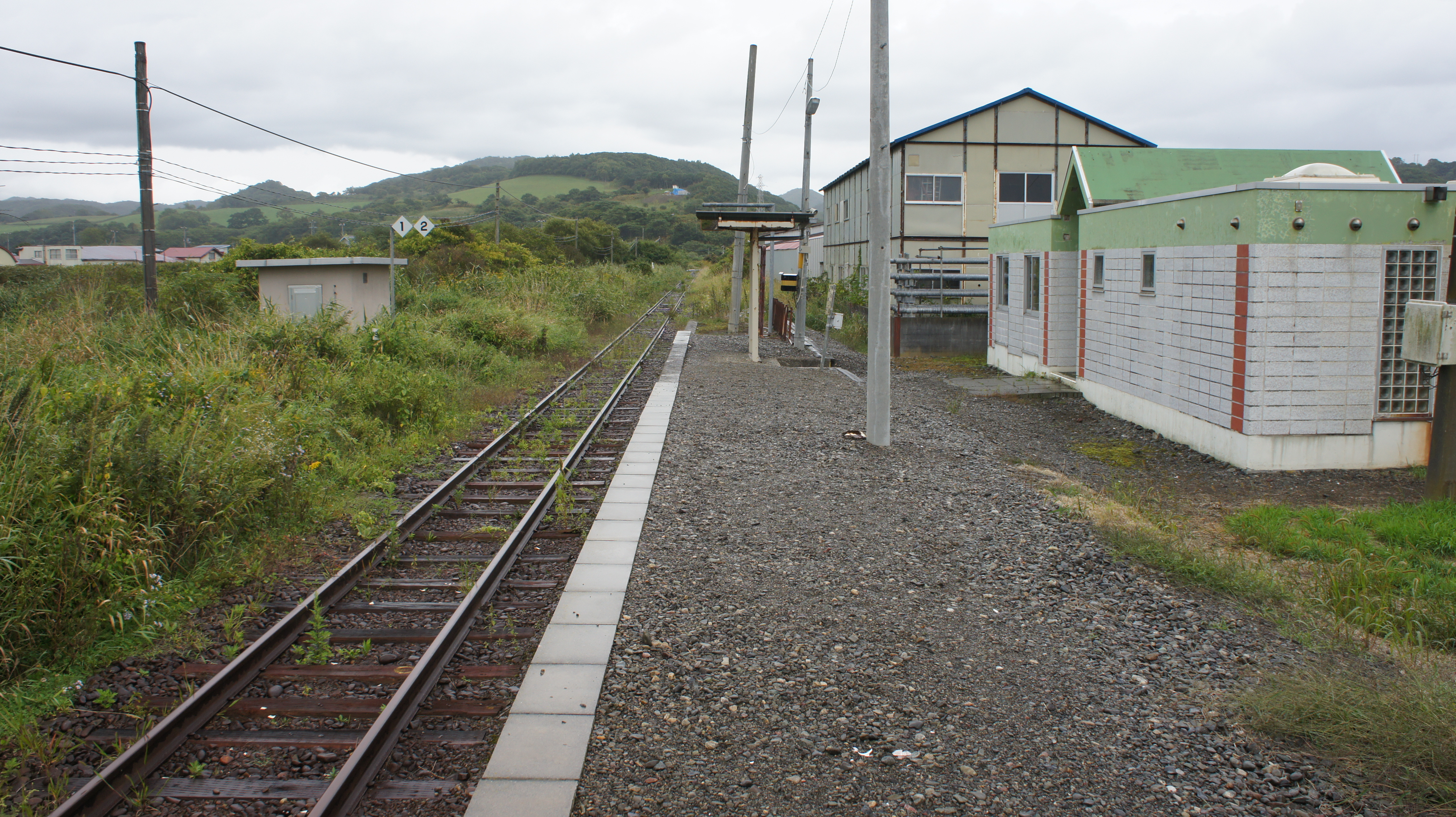
ホーム（2017年9月）
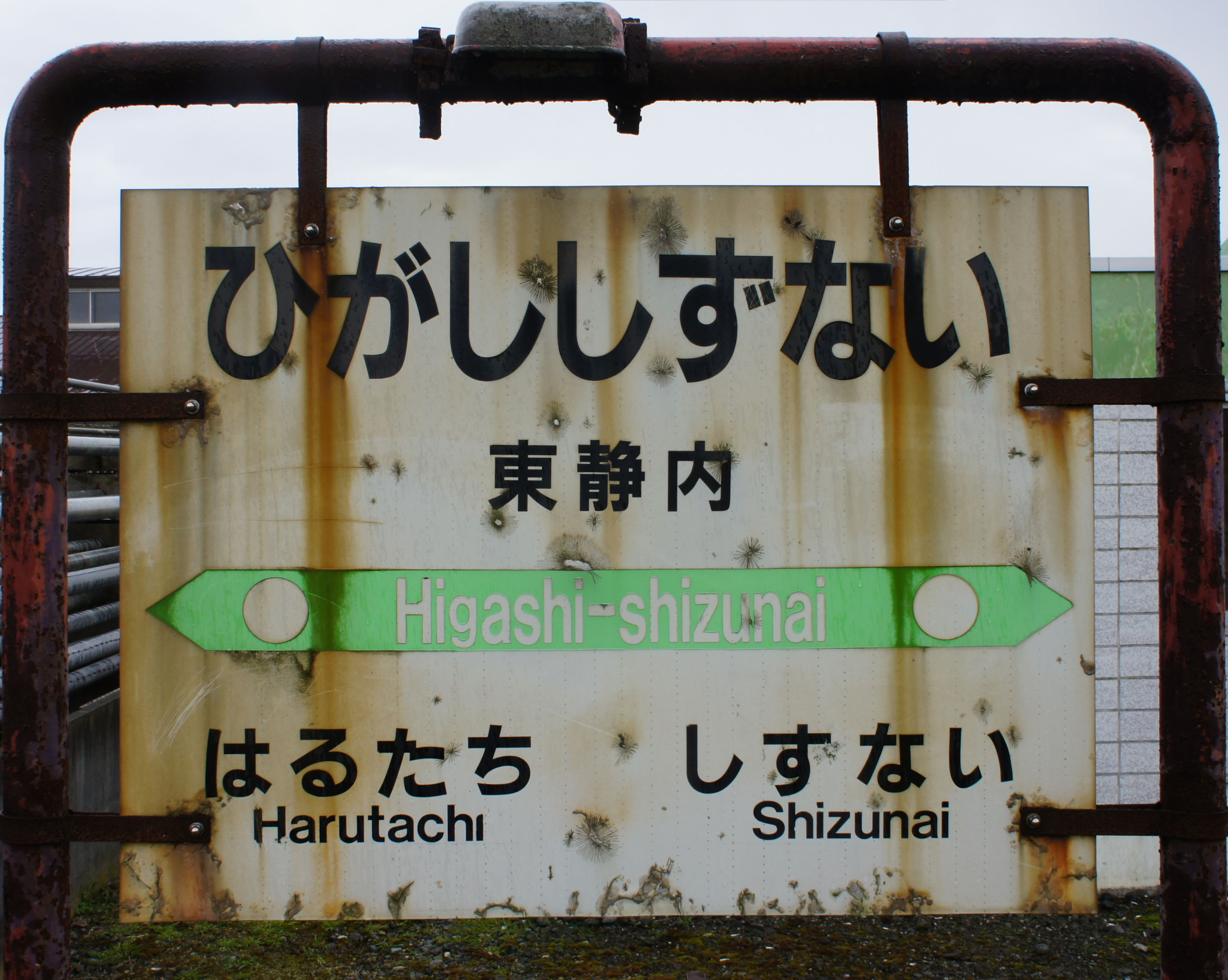
駅名標（2017年9月）

## 利用状況
乗車人員の推移は以下のとおり。年間の値のみ判明している年については、当該年度の日数で除した値を括弧書きで1日平均欄に示す。乗降人員のみが判明している場合は、1/2した値を括弧書きで記した。また、「JR調査」については、当該の年度を最終年とする過去の各調査日における平均である。当駅についてはバス代行期間が存在するため、一部でバスと列車が別集計となっているほか、各年で集計期間が異なる。備考も参照。
| 年度               | 乗車人員 | 乗車人員 | 乗車人員 | 乗車人員 | 出典       | 備考                      |
| 年度               | 年間     | 1日平均  | JR調査   | JR調査   | 出典       | 備考                      |
| 年度               | 年間     | 1日平均  | 列車     | 代行バス | 出典       | 備考                      |
| ------------------ | -------- | -------- | -------- | -------- | ---------- | ------------------------- |
| 1981年（昭和56年） |          | (33.5)   |          |          | [ 11 ]     | 1日乗降人員：67           |
| 1992年（平成04年） |          | (56.0)   |          |          | [ 6 ]      | 1日乗降人員：112          |
| 2014年（平成26年） |          |          | 19       |          | [ JR北 6 ] | 当年の列車は単年の値。    |
| 2017年（平成29年） |          |          |          | 9.5      | [ JR北 7 ] | 代行バスの値は過去2年平均 |
| 2019年（令和元年） |          |          |          | 9.3      | [ JR北 8 ] | 代行バスの値は過去3年平均 |
| 2020年（令和02年） |          |          |          | 9.8      | [ JR北 9 ] | 代行バスの値は過去4年平均 |

1日乗降人員は以下のとおりである。
また、JR北海道によると、乗車人員（特定の平日の調査日）平均は以下のとおりである。

## 駅周辺
このあたりは日本屈指のサラブレッドの産地としても有名である。また日本に数ヶ所しかない陸上自衛隊の対空射撃場がある。海に近く、東静内漁港やアサリ浜などもある。
- 北海道道637号西川東静内停車場線
- 国道235号
- 静内警察署東静内駐在所
- 東静内郵便局
- ひだか漁業協同組合東静内事業所
- 静内駐屯地
- 新ひだか町立静内第二中学校
- 新ひだか町立東静内小学校
- 東静内海岸 - 駅から南に約1.4km[11]。
- 捫別川
- 道南バス「東静内」停留所

## 隣の駅
北海道旅客鉄道（JR北海道）
日高本線
**静内駅 - *（臨）静内海水浴場駅 - **東静内駅 - **春立駅
*打消線は区間廃止前からの廃駅

#### JR北海道
1. 1 2  『日高線（鵡川・様似間）の廃止日繰上げの届出について』（PDF）（プレスリリース）北海道旅客鉄道、2021年1月5日。オリジナルの2021年1月5日時点におけるアーカイブ。2021年1月5日閲覧。
2. ↑  『日高線 厚賀〜大狩部間 67k506m 付近における盛土流出について』（PDF）（プレスリリース）北海道旅客鉄道、2015年1月13日。オリジナルの2015年1月15日時点におけるアーカイブ。2020年10月30日閲覧。
3. ↑  『日高線 静内〜様似間折り返し運転の実施について』（PDF）（プレスリリース）北海道旅客鉄道、2015年1月20日。オリジナルの2015年3月30日時点におけるアーカイブ。2020年10月30日閲覧。
4. ↑  『日高線 静内〜様似間におけるバス代行の実施について』（PDF）（プレスリリース）北海道旅客鉄道、2015年2月27日。オリジナルの2015年3月30日時点におけるアーカイブ。2020年10月30日閲覧。
5. ↑  『日高線運休に伴う列車代行バスの乗降場所変更について』（PDF）（プレスリリース）北海道旅客鉄道、2015年4月17日。オリジナルの2019年7月20日時点におけるアーカイブ。2019年7月20日閲覧。
6. ↑  “日高線（鵡川・様似間）” (PDF). 線区データ（当社単独では維持することが困難な線区）(地域交通を持続的に維持するために).   北海道旅客鉄道. p. 3 (2018年8月1日). 2018年8月17日時点のオリジナルよりアーカイブ。2018年8月17日閲覧。
7. ↑  “日高線（鵡川・様似間）” (PDF). 線区データ（当社単独では維持することが困難な線区）(地域交通を持続的に維持するために).   北海道旅客鉄道. p. 3 (2019年10月18日). 2019年10月18日時点のオリジナルよりアーカイブ。2019年10月18日閲覧。
8. ↑  “日高線（鵡川・様似間）” (PDF). 地域交通を持続的に維持するために > 輸送密度200人未満の線区（「赤色」「茶色」5線区）.   北海道旅客鉄道. p. 3 (2020年10月30日). 2020年11月2日時点のオリジナルよりアーカイブ。2020年11月4日閲覧。
9. ↑  “駅別乗車人員  特定日調査（平日）に基づく”.   北海道旅客鉄道. 2022年8月3日時点のオリジナルよりアーカイブ。2022年8月14日閲覧。

#### 北海道運輸局
1. 1 2  『鉄道事業の一部廃止の日を繰上げる届出について』（PDF）（プレスリリース）国土交通省北海道運輸局、2021年1月5日。オリジナルの2021年1月5日時点におけるアーカイブ。2021年1月5日閲覧。